# Sarcophyton expandum
Sarcophyton expandum is een zachte koraalsoort uit de familie Alcyoniidae. De koraalsoort komt uit het geslacht Sarcophyton. Sarcophyton expandum werd voor het eerst wetenschappelijk beschreven door Kõlliker. 